# Ряполовский, Иван Фёдорович Тать
Князь Иван Фёдорович Ряполовский по прозванию Тать (ум. 1537) — рында, воевода и наместник во времена правления Василия III Ивановича и Елены Васильевны Глинской при малолетнем Иване IV Васильевиче Грозном.
Из княжеского рода Ряполовские. Родоначальник князей Татевы. Третий сын Фёдора Семеновича Большого Хрипунова Ряполовского (1468—1498). Имел братьев, князей Ивана Фёдоровича по прозванию Хилок (родоначальник князей Хилковы) и Михаила Фёдоровича.
Иногда именуется с прозванием Меньшой и Хрипунов.

## Биография

### Служба Василию III
В 1501 году второй воевода войск правой руки в походе из Новгорода на Лифляндию. В 1507 году второй воевода в Белёве. В 1516 году третий воевода в Рославле. В 1517 году второй воевода Передового полка в Вошане. В августе 1518 году встречал в Москве крымского посла Кудояра. В апреле 1519 года второй воевода в Стародубе. В мае 1522 года рында при государе великом князе Василии III в походе в Коломну против крымцев. В 1527 году наместник в Туле. В августе 1530 года первый воевода на берегу Оки, стоял против Колычевского острова. В 1531 году по "крымским вестям" сперва первый воевода Передового полка в Одоеве, потом шестой воевода в Кашире, затем по отходу крымских татар от Белёва и по перемене воевод, третий воевода Большого полка в Туле. Осенью 1532 года упомянут в числе воевод в Серпухове.

#### Служба Ивану Грозному
В сентябре 1533 года, во время татарского нашествия, третий воевода, а по роспуску больших воевод второй воевода Сторожевого полка в Туле. В этом же году упомянут на свадьбе брата великого князя Василия III — князя Андрея Ивановича и княжны Ефросиньи Андреевне Хованской, был за государевым столом. В 1534 году первый наместник Рязанской трети, второй воевода в Рязани "за городом", а в мае этого года послан вторым воеводой войск против татар, коих на реке Проне разбил и из пределов московского государства выгнал, за что пожалован золотым. В 1535 году первый воевода в Серпухове, затем в июле товарищ у воеводы в Передовом полку в Брянске. В этом же году в Брянске и Почепе первый воевода войск левой руки. В 1536—1537 годах воевода в Рязани "за городом" и наместник трети Рязанской.
14 октября 1537 года княгиня Домна Татева, вдова князя Ивана Фёдоровича, дала вклад в Троице-Сергиев монастырь по мужу 50 рублей.

## Семья
От брака с княгиней Домной имел детей:
- Князь Татев Пётр Иванович — голова, рында, воевода и боярин.
- Князь Татев Андрей Иванович — голова, рында и воевода.
- Князь Татев Фёдор Иванович — рында, воевода и наместник.

## Имения
Княгиня Домна с детьми Андреем и Фёдором в 1539/1540 году владела д. Гурьево-Воскресенское (по всей видимости, селение в это время носило название «Гурьево Меньшое») в Микулинском стане Тверского уезда поместьем селом и 17 деревнями (350 четвертей земли): «За княгинею за Домною за княж Ивановою Татева да за её детми за князем Ондреем да за князем Федором … Гурьево Меншое, (в) Первой да Илейка, пашни в поле осмнатцать чети, сена сорок копен…».
Деревня Гурьевского сельского округа, в 0,5 км от д. Гурьево, в 35 км от Старицы, на шоссейной дороге, соединяющей Старицкий район и Московскую область.